# Iron Mask
Iron Mask (englisch Viy 2: Journey to China, russisch Тайна печати дракона Taina Petschati Drakona, chinesisch 龙牌之谜) ist ein russisch-chinesischer Fantasy-Abenteuerfilm aus dem Jahr 2019. Er stellt die Fortsetzung des Films Fürst der Dämonen aus dem Jahr 2014 dar, der wiederum lose auf der Geschichte Wij von Nikolai Wassiljewitsch Gogol basiert. Das Drehbuch zu dem von Gleb Fetisov, Alexey A. Petrukhin und Sergey Sozanovskiy produzierten Film, bei dem Oleg Stepchenko Regie führte, steuerten Stepchenko, Petrukhin und Dmitri Palees bei. Zur Besetzung gehörten Jason Flemyng, Charles Dance (die beide ihre Rollen aus dem ersten Film übernahmen), Rutger Hauer (in einer seiner letzten Rollen), Jackie Chan, Arnold Schwarzenegger und Yao Xingtong.
Iron Mask wurde am 16. August 2019 von Universal Pictures in China veröffentlicht.

## Handlung
Zu Beginn des 18. Jahrhunderts verlässt Jonathan Green England, um den Osten Russlands zu kartographieren. Er muss schließlich jedoch nach China zum Drachenkönig reisen und es mit dem russischen Zaren mit der eisernen Maske aufnehmen, der aus dem Tower of London entkommen ist.

## Produktion
Am 5. April 2015 gaben die Produzenten Alexey Petrukhin und Sergei Selyanov und die Schauspieler Jason Flemyng, Rutger Hauer und Anna Yo bei einer Pressekonferenz in Moskau bekannt, dass die Dreharbeiten zu Iron Mask begonnen haben. Außerdem wurde angekündigt, dass Mitglieder von Jackie Chans Stunt-Team bei den Kampfszenen zum Einsatz kommen werden.
Zunächst wurde berichtet, dass Jackie Chan, Jason Statham und Steven Seagal im Film mitspielen würden. Im November 2016 wurde dann bestätigt, dass Chan und Arnold Schwarzenegger im Film zu sehen sind.
Der Film wurde mit zwei ARRI Alexa M auf einem STEREOTEC Mid Size Rig, zwei ARRI Alexa Mini auf einem STEREOTEC Light Weight Rig und einer CODEX Action Cam 3D auf einem STEREOTEC Nano Rig in 3D gedreht. Leitender Stereograph war Florian Maier.

## Veröffentlichung
Iron Mask sollte ursprünglich am 16. August 2018 in Russland veröffentlicht werden. Der Termin wurde jedoch auf den 19. September 2019 verschoben, da die Genehmigung der chinesischen Zensurbehörde noch ausstand. Nachdem der Film schließlich die Genehmigung erhalten hatte, wurde er am 16. August 2019 in China veröffentlicht.
Auf den Philippinen wurde Iron Mask am 20. September 2019 unter dem Titel The Dragon Seal von Pioneer Films veröffentlicht.
In den Vereinigten Staaten und im Vereinigten Königreich erschien der Film am 10. April 2020 unter dem Titel The Iron Mask. Im deutschsprachigen Raum erfolgte die Veröffentlichung auf DVD und Blu-ray am 27. Mai 2021.

## Rezeption

### Kritiken
Bei Rotten Tomatoes erhielt der Film einen Zustimmungswert von 20 %, basierend auf 20 Kritiken. Durchschnittlich wurden 3,56 von 10 Punkten vergeben.
filmdienst.de resümiert hingegen: „Rund um einen mythischen Drachen im alten China, eine böse Hexe und ein buntes russisch-englisch-chinesisches Figurenensemble entfaltet sich ein sympathisches Abenteuerspektakel. Ohne seine Kolportagestory mit irgendeinem höheren Sinn aufzuladen oder sich allzu sehr um logische Prämissen oder Übersichtlichkeit zu kümmern, entfaltet der Film sein Szenario mit einer Münchhausen-haften Freude am Erstaunlichen und Unglaublichen, sympathisch aufbereitet durch einen stets humorvoll-augenzwinkernden Tonfall und gespickt mit diversen Stars und fantastischen Kreaturen.“

### Auszeichnungen
Goldene Himbeere 2021
- Nominierung als Schlechtester Nebendarsteller (Arnold Schwarzenegger)[18]